# Пікенінні (шахова тема)
Те́ма пікені́нні — тема в шаховій композиції. Суть теми — чотириразова гра чорного пішака на всі доступні йому поля.

## Історія
Цю ідею виразив в триходівці Н. Хег в 1905 році.
Чорний пішак може з одного поля потрапити на інші різні чотири поля лише тоді, коли стоїть на початковій позиції, тобто на сьомій горизонталі шахової дошки. В 1914 році американський шаховий композитор Френк Дженет (23.04.1875 — 08.09.1957) на цю ідею склав задачу, яка зайняла перше місце в конкурсі. Усі чотири варіанта гри створює чорний пішак, якого Френк Дженет жартома назвав «негреня», а в англійській мові (англ. Pickaninny).
Американський шаховий композитор дав ідеї назву — тема пікенінні.
|   | a | b | c | d | e | f | g | h |   |
| 8 | f7 чорний пішак · b6 чорний пішак · e6 білий кінь · g6 білий пішак · b5 білий пішак · e5 білий пішак · h5 біла тура · c4 білий слон · e4 чорний король · f4 чорний пішак · f3 чорний пішак · b2 білий слон · f2 білий пішак · d1 білий король | f7 чорний пішак · b6 чорний пішак · e6 білий кінь · g6 білий пішак · b5 білий пішак · e5 білий пішак · h5 біла тура · c4 білий слон · e4 чорний король · f4 чорний пішак · f3 чорний пішак · b2 білий слон · f2 білий пішак · d1 білий король | f7 чорний пішак · b6 чорний пішак · e6 білий кінь · g6 білий пішак · b5 білий пішак · e5 білий пішак · h5 біла тура · c4 білий слон · e4 чорний король · f4 чорний пішак · f3 чорний пішак · b2 білий слон · f2 білий пішак · d1 білий король | f7 чорний пішак · b6 чорний пішак · e6 білий кінь · g6 білий пішак · b5 білий пішак · e5 білий пішак · h5 біла тура · c4 білий слон · e4 чорний король · f4 чорний пішак · f3 чорний пішак · b2 білий слон · f2 білий пішак · d1 білий король | f7 чорний пішак · b6 чорний пішак · e6 білий кінь · g6 білий пішак · b5 білий пішак · e5 білий пішак · h5 біла тура · c4 білий слон · e4 чорний король · f4 чорний пішак · f3 чорний пішак · b2 білий слон · f2 білий пішак · d1 білий король | f7 чорний пішак · b6 чорний пішак · e6 білий кінь · g6 білий пішак · b5 білий пішак · e5 білий пішак · h5 біла тура · c4 білий слон · e4 чорний король · f4 чорний пішак · f3 чорний пішак · b2 білий слон · f2 білий пішак · d1 білий король | f7 чорний пішак · b6 чорний пішак · e6 білий кінь · g6 білий пішак · b5 білий пішак · e5 білий пішак · h5 біла тура · c4 білий слон · e4 чорний король · f4 чорний пішак · f3 чорний пішак · b2 білий слон · f2 білий пішак · d1 білий король | f7 чорний пішак · b6 чорний пішак · e6 білий кінь · g6 білий пішак · b5 білий пішак · e5 білий пішак · h5 біла тура · c4 білий слон · e4 чорний король · f4 чорний пішак · f3 чорний пішак · b2 білий слон · f2 білий пішак · d1 білий король | 8 |
| 7 | f7 чорний пішак · b6 чорний пішак · e6 білий кінь · g6 білий пішак · b5 білий пішак · e5 білий пішак · h5 біла тура · c4 білий слон · e4 чорний король · f4 чорний пішак · f3 чорний пішак · b2 білий слон · f2 білий пішак · d1 білий король | f7 чорний пішак · b6 чорний пішак · e6 білий кінь · g6 білий пішак · b5 білий пішак · e5 білий пішак · h5 біла тура · c4 білий слон · e4 чорний король · f4 чорний пішак · f3 чорний пішак · b2 білий слон · f2 білий пішак · d1 білий король | f7 чорний пішак · b6 чорний пішак · e6 білий кінь · g6 білий пішак · b5 білий пішак · e5 білий пішак · h5 біла тура · c4 білий слон · e4 чорний король · f4 чорний пішак · f3 чорний пішак · b2 білий слон · f2 білий пішак · d1 білий король | f7 чорний пішак · b6 чорний пішак · e6 білий кінь · g6 білий пішак · b5 білий пішак · e5 білий пішак · h5 біла тура · c4 білий слон · e4 чорний король · f4 чорний пішак · f3 чорний пішак · b2 білий слон · f2 білий пішак · d1 білий король | f7 чорний пішак · b6 чорний пішак · e6 білий кінь · g6 білий пішак · b5 білий пішак · e5 білий пішак · h5 біла тура · c4 білий слон · e4 чорний король · f4 чорний пішак · f3 чорний пішак · b2 білий слон · f2 білий пішак · d1 білий король | f7 чорний пішак · b6 чорний пішак · e6 білий кінь · g6 білий пішак · b5 білий пішак · e5 білий пішак · h5 біла тура · c4 білий слон · e4 чорний король · f4 чорний пішак · f3 чорний пішак · b2 білий слон · f2 білий пішак · d1 білий король | f7 чорний пішак · b6 чорний пішак · e6 білий кінь · g6 білий пішак · b5 білий пішак · e5 білий пішак · h5 біла тура · c4 білий слон · e4 чорний король · f4 чорний пішак · f3 чорний пішак · b2 білий слон · f2 білий пішак · d1 білий король | f7 чорний пішак · b6 чорний пішак · e6 білий кінь · g6 білий пішак · b5 білий пішак · e5 білий пішак · h5 біла тура · c4 білий слон · e4 чорний король · f4 чорний пішак · f3 чорний пішак · b2 білий слон · f2 білий пішак · d1 білий король | 7 |
| 6 | f7 чорний пішак · b6 чорний пішак · e6 білий кінь · g6 білий пішак · b5 білий пішак · e5 білий пішак · h5 біла тура · c4 білий слон · e4 чорний король · f4 чорний пішак · f3 чорний пішак · b2 білий слон · f2 білий пішак · d1 білий король | f7 чорний пішак · b6 чорний пішак · e6 білий кінь · g6 білий пішак · b5 білий пішак · e5 білий пішак · h5 біла тура · c4 білий слон · e4 чорний король · f4 чорний пішак · f3 чорний пішак · b2 білий слон · f2 білий пішак · d1 білий король | f7 чорний пішак · b6 чорний пішак · e6 білий кінь · g6 білий пішак · b5 білий пішак · e5 білий пішак · h5 біла тура · c4 білий слон · e4 чорний король · f4 чорний пішак · f3 чорний пішак · b2 білий слон · f2 білий пішак · d1 білий король | f7 чорний пішак · b6 чорний пішак · e6 білий кінь · g6 білий пішак · b5 білий пішак · e5 білий пішак · h5 біла тура · c4 білий слон · e4 чорний король · f4 чорний пішак · f3 чорний пішак · b2 білий слон · f2 білий пішак · d1 білий король | f7 чорний пішак · b6 чорний пішак · e6 білий кінь · g6 білий пішак · b5 білий пішак · e5 білий пішак · h5 біла тура · c4 білий слон · e4 чорний король · f4 чорний пішак · f3 чорний пішак · b2 білий слон · f2 білий пішак · d1 білий король | f7 чорний пішак · b6 чорний пішак · e6 білий кінь · g6 білий пішак · b5 білий пішак · e5 білий пішак · h5 біла тура · c4 білий слон · e4 чорний король · f4 чорний пішак · f3 чорний пішак · b2 білий слон · f2 білий пішак · d1 білий король | f7 чорний пішак · b6 чорний пішак · e6 білий кінь · g6 білий пішак · b5 білий пішак · e5 білий пішак · h5 біла тура · c4 білий слон · e4 чорний король · f4 чорний пішак · f3 чорний пішак · b2 білий слон · f2 білий пішак · d1 білий король | f7 чорний пішак · b6 чорний пішак · e6 білий кінь · g6 білий пішак · b5 білий пішак · e5 білий пішак · h5 біла тура · c4 білий слон · e4 чорний король · f4 чорний пішак · f3 чорний пішак · b2 білий слон · f2 білий пішак · d1 білий король | 6 |
| 5 | f7 чорний пішак · b6 чорний пішак · e6 білий кінь · g6 білий пішак · b5 білий пішак · e5 білий пішак · h5 біла тура · c4 білий слон · e4 чорний король · f4 чорний пішак · f3 чорний пішак · b2 білий слон · f2 білий пішак · d1 білий король | f7 чорний пішак · b6 чорний пішак · e6 білий кінь · g6 білий пішак · b5 білий пішак · e5 білий пішак · h5 біла тура · c4 білий слон · e4 чорний король · f4 чорний пішак · f3 чорний пішак · b2 білий слон · f2 білий пішак · d1 білий король | f7 чорний пішак · b6 чорний пішак · e6 білий кінь · g6 білий пішак · b5 білий пішак · e5 білий пішак · h5 біла тура · c4 білий слон · e4 чорний король · f4 чорний пішак · f3 чорний пішак · b2 білий слон · f2 білий пішак · d1 білий король | f7 чорний пішак · b6 чорний пішак · e6 білий кінь · g6 білий пішак · b5 білий пішак · e5 білий пішак · h5 біла тура · c4 білий слон · e4 чорний король · f4 чорний пішак · f3 чорний пішак · b2 білий слон · f2 білий пішак · d1 білий король | f7 чорний пішак · b6 чорний пішак · e6 білий кінь · g6 білий пішак · b5 білий пішак · e5 білий пішак · h5 біла тура · c4 білий слон · e4 чорний король · f4 чорний пішак · f3 чорний пішак · b2 білий слон · f2 білий пішак · d1 білий король | f7 чорний пішак · b6 чорний пішак · e6 білий кінь · g6 білий пішак · b5 білий пішак · e5 білий пішак · h5 біла тура · c4 білий слон · e4 чорний король · f4 чорний пішак · f3 чорний пішак · b2 білий слон · f2 білий пішак · d1 білий король | f7 чорний пішак · b6 чорний пішак · e6 білий кінь · g6 білий пішак · b5 білий пішак · e5 білий пішак · h5 біла тура · c4 білий слон · e4 чорний король · f4 чорний пішак · f3 чорний пішак · b2 білий слон · f2 білий пішак · d1 білий король | f7 чорний пішак · b6 чорний пішак · e6 білий кінь · g6 білий пішак · b5 білий пішак · e5 білий пішак · h5 біла тура · c4 білий слон · e4 чорний король · f4 чорний пішак · f3 чорний пішак · b2 білий слон · f2 білий пішак · d1 білий король | 5 |
| 4 | f7 чорний пішак · b6 чорний пішак · e6 білий кінь · g6 білий пішак · b5 білий пішак · e5 білий пішак · h5 біла тура · c4 білий слон · e4 чорний король · f4 чорний пішак · f3 чорний пішак · b2 білий слон · f2 білий пішак · d1 білий король | f7 чорний пішак · b6 чорний пішак · e6 білий кінь · g6 білий пішак · b5 білий пішак · e5 білий пішак · h5 біла тура · c4 білий слон · e4 чорний король · f4 чорний пішак · f3 чорний пішак · b2 білий слон · f2 білий пішак · d1 білий король | f7 чорний пішак · b6 чорний пішак · e6 білий кінь · g6 білий пішак · b5 білий пішак · e5 білий пішак · h5 біла тура · c4 білий слон · e4 чорний король · f4 чорний пішак · f3 чорний пішак · b2 білий слон · f2 білий пішак · d1 білий король | f7 чорний пішак · b6 чорний пішак · e6 білий кінь · g6 білий пішак · b5 білий пішак · e5 білий пішак · h5 біла тура · c4 білий слон · e4 чорний король · f4 чорний пішак · f3 чорний пішак · b2 білий слон · f2 білий пішак · d1 білий король | f7 чорний пішак · b6 чорний пішак · e6 білий кінь · g6 білий пішак · b5 білий пішак · e5 білий пішак · h5 біла тура · c4 білий слон · e4 чорний король · f4 чорний пішак · f3 чорний пішак · b2 білий слон · f2 білий пішак · d1 білий король | f7 чорний пішак · b6 чорний пішак · e6 білий кінь · g6 білий пішак · b5 білий пішак · e5 білий пішак · h5 біла тура · c4 білий слон · e4 чорний король · f4 чорний пішак · f3 чорний пішак · b2 білий слон · f2 білий пішак · d1 білий король | f7 чорний пішак · b6 чорний пішак · e6 білий кінь · g6 білий пішак · b5 білий пішак · e5 білий пішак · h5 біла тура · c4 білий слон · e4 чорний король · f4 чорний пішак · f3 чорний пішак · b2 білий слон · f2 білий пішак · d1 білий король | f7 чорний пішак · b6 чорний пішак · e6 білий кінь · g6 білий пішак · b5 білий пішак · e5 білий пішак · h5 біла тура · c4 білий слон · e4 чорний король · f4 чорний пішак · f3 чорний пішак · b2 білий слон · f2 білий пішак · d1 білий король | 4 |
| 3 | f7 чорний пішак · b6 чорний пішак · e6 білий кінь · g6 білий пішак · b5 білий пішак · e5 білий пішак · h5 біла тура · c4 білий слон · e4 чорний король · f4 чорний пішак · f3 чорний пішак · b2 білий слон · f2 білий пішак · d1 білий король | f7 чорний пішак · b6 чорний пішак · e6 білий кінь · g6 білий пішак · b5 білий пішак · e5 білий пішак · h5 біла тура · c4 білий слон · e4 чорний король · f4 чорний пішак · f3 чорний пішак · b2 білий слон · f2 білий пішак · d1 білий король | f7 чорний пішак · b6 чорний пішак · e6 білий кінь · g6 білий пішак · b5 білий пішак · e5 білий пішак · h5 біла тура · c4 білий слон · e4 чорний король · f4 чорний пішак · f3 чорний пішак · b2 білий слон · f2 білий пішак · d1 білий король | f7 чорний пішак · b6 чорний пішак · e6 білий кінь · g6 білий пішак · b5 білий пішак · e5 білий пішак · h5 біла тура · c4 білий слон · e4 чорний король · f4 чорний пішак · f3 чорний пішак · b2 білий слон · f2 білий пішак · d1 білий король | f7 чорний пішак · b6 чорний пішак · e6 білий кінь · g6 білий пішак · b5 білий пішак · e5 білий пішак · h5 біла тура · c4 білий слон · e4 чорний король · f4 чорний пішак · f3 чорний пішак · b2 білий слон · f2 білий пішак · d1 білий король | f7 чорний пішак · b6 чорний пішак · e6 білий кінь · g6 білий пішак · b5 білий пішак · e5 білий пішак · h5 біла тура · c4 білий слон · e4 чорний король · f4 чорний пішак · f3 чорний пішак · b2 білий слон · f2 білий пішак · d1 білий король | f7 чорний пішак · b6 чорний пішак · e6 білий кінь · g6 білий пішак · b5 білий пішак · e5 білий пішак · h5 біла тура · c4 білий слон · e4 чорний король · f4 чорний пішак · f3 чорний пішак · b2 білий слон · f2 білий пішак · d1 білий король | f7 чорний пішак · b6 чорний пішак · e6 білий кінь · g6 білий пішак · b5 білий пішак · e5 білий пішак · h5 біла тура · c4 білий слон · e4 чорний король · f4 чорний пішак · f3 чорний пішак · b2 білий слон · f2 білий пішак · d1 білий король | 3 |
| 2 | f7 чорний пішак · b6 чорний пішак · e6 білий кінь · g6 білий пішак · b5 білий пішак · e5 білий пішак · h5 біла тура · c4 білий слон · e4 чорний король · f4 чорний пішак · f3 чорний пішак · b2 білий слон · f2 білий пішак · d1 білий король | f7 чорний пішак · b6 чорний пішак · e6 білий кінь · g6 білий пішак · b5 білий пішак · e5 білий пішак · h5 біла тура · c4 білий слон · e4 чорний король · f4 чорний пішак · f3 чорний пішак · b2 білий слон · f2 білий пішак · d1 білий король | f7 чорний пішак · b6 чорний пішак · e6 білий кінь · g6 білий пішак · b5 білий пішак · e5 білий пішак · h5 біла тура · c4 білий слон · e4 чорний король · f4 чорний пішак · f3 чорний пішак · b2 білий слон · f2 білий пішак · d1 білий король | f7 чорний пішак · b6 чорний пішак · e6 білий кінь · g6 білий пішак · b5 білий пішак · e5 білий пішак · h5 біла тура · c4 білий слон · e4 чорний король · f4 чорний пішак · f3 чорний пішак · b2 білий слон · f2 білий пішак · d1 білий король | f7 чорний пішак · b6 чорний пішак · e6 білий кінь · g6 білий пішак · b5 білий пішак · e5 білий пішак · h5 біла тура · c4 білий слон · e4 чорний король · f4 чорний пішак · f3 чорний пішак · b2 білий слон · f2 білий пішак · d1 білий король | f7 чорний пішак · b6 чорний пішак · e6 білий кінь · g6 білий пішак · b5 білий пішак · e5 білий пішак · h5 біла тура · c4 білий слон · e4 чорний король · f4 чорний пішак · f3 чорний пішак · b2 білий слон · f2 білий пішак · d1 білий король | f7 чорний пішак · b6 чорний пішак · e6 білий кінь · g6 білий пішак · b5 білий пішак · e5 білий пішак · h5 біла тура · c4 білий слон · e4 чорний король · f4 чорний пішак · f3 чорний пішак · b2 білий слон · f2 білий пішак · d1 білий король | f7 чорний пішак · b6 чорний пішак · e6 білий кінь · g6 білий пішак · b5 білий пішак · e5 білий пішак · h5 біла тура · c4 білий слон · e4 чорний король · f4 чорний пішак · f3 чорний пішак · b2 білий слон · f2 білий пішак · d1 білий король | 2 |
| 1 | f7 чорний пішак · b6 чорний пішак · e6 білий кінь · g6 білий пішак · b5 білий пішак · e5 білий пішак · h5 біла тура · c4 білий слон · e4 чорний король · f4 чорний пішак · f3 чорний пішак · b2 білий слон · f2 білий пішак · d1 білий король | f7 чорний пішак · b6 чорний пішак · e6 білий кінь · g6 білий пішак · b5 білий пішак · e5 білий пішак · h5 біла тура · c4 білий слон · e4 чорний король · f4 чорний пішак · f3 чорний пішак · b2 білий слон · f2 білий пішак · d1 білий король | f7 чорний пішак · b6 чорний пішак · e6 білий кінь · g6 білий пішак · b5 білий пішак · e5 білий пішак · h5 біла тура · c4 білий слон · e4 чорний король · f4 чорний пішак · f3 чорний пішак · b2 білий слон · f2 білий пішак · d1 білий король | f7 чорний пішак · b6 чорний пішак · e6 білий кінь · g6 білий пішак · b5 білий пішак · e5 білий пішак · h5 біла тура · c4 білий слон · e4 чорний король · f4 чорний пішак · f3 чорний пішак · b2 білий слон · f2 білий пішак · d1 білий король | f7 чорний пішак · b6 чорний пішак · e6 білий кінь · g6 білий пішак · b5 білий пішак · e5 білий пішак · h5 біла тура · c4 білий слон · e4 чорний король · f4 чорний пішак · f3 чорний пішак · b2 білий слон · f2 білий пішак · d1 білий король | f7 чорний пішак · b6 чорний пішак · e6 білий кінь · g6 білий пішак · b5 білий пішак · e5 білий пішак · h5 біла тура · c4 білий слон · e4 чорний король · f4 чорний пішак · f3 чорний пішак · b2 білий слон · f2 білий пішак · d1 білий король | f7 чорний пішак · b6 чорний пішак · e6 білий кінь · g6 білий пішак · b5 білий пішак · e5 білий пішак · h5 біла тура · c4 білий слон · e4 чорний король · f4 чорний пішак · f3 чорний пішак · b2 білий слон · f2 білий пішак · d1 білий король | f7 чорний пішак · b6 чорний пішак · e6 білий кінь · g6 білий пішак · b5 білий пішак · e5 білий пішак · h5 біла тура · c4 білий слон · e4 чорний король · f4 чорний пішак · f3 чорний пішак · b2 білий слон · f2 білий пішак · d1 білий король | 1 |
|   | a | b | c | d | e | f | g | h |   |

1. Tg5! ~ Zz
1. ... f5   2. Tg2! fg2 3. Sg5#
1. ... f6   2. Th5! fe5 3. T:e5#
1. ... fe6 2. Tg1 Kf5  3. Ld3#
1. ... fg6 2. T:g6 Kf5 3. Ld3#

|   | a | b | c | d | e | f | g | h |   |
| 8 | a7 чорна тура · c7 чорний пішак · f7 чорний пішак · g7 білий король · b6 білий пішак · d6 білий кінь · e6 чорний пішак · d5 чорний король · e5 білий кінь · h5 біла тура · d4 білий слон · a3 чорний кінь · c3 чорний пішак · e3 білий пішак · h3 білий слон · a2 чорний слон · d1 біла тура · f1 білий ферзь | a7 чорна тура · c7 чорний пішак · f7 чорний пішак · g7 білий король · b6 білий пішак · d6 білий кінь · e6 чорний пішак · d5 чорний король · e5 білий кінь · h5 біла тура · d4 білий слон · a3 чорний кінь · c3 чорний пішак · e3 білий пішак · h3 білий слон · a2 чорний слон · d1 біла тура · f1 білий ферзь | a7 чорна тура · c7 чорний пішак · f7 чорний пішак · g7 білий король · b6 білий пішак · d6 білий кінь · e6 чорний пішак · d5 чорний король · e5 білий кінь · h5 біла тура · d4 білий слон · a3 чорний кінь · c3 чорний пішак · e3 білий пішак · h3 білий слон · a2 чорний слон · d1 біла тура · f1 білий ферзь | a7 чорна тура · c7 чорний пішак · f7 чорний пішак · g7 білий король · b6 білий пішак · d6 білий кінь · e6 чорний пішак · d5 чорний король · e5 білий кінь · h5 біла тура · d4 білий слон · a3 чорний кінь · c3 чорний пішак · e3 білий пішак · h3 білий слон · a2 чорний слон · d1 біла тура · f1 білий ферзь | a7 чорна тура · c7 чорний пішак · f7 чорний пішак · g7 білий король · b6 білий пішак · d6 білий кінь · e6 чорний пішак · d5 чорний король · e5 білий кінь · h5 біла тура · d4 білий слон · a3 чорний кінь · c3 чорний пішак · e3 білий пішак · h3 білий слон · a2 чорний слон · d1 біла тура · f1 білий ферзь | a7 чорна тура · c7 чорний пішак · f7 чорний пішак · g7 білий король · b6 білий пішак · d6 білий кінь · e6 чорний пішак · d5 чорний король · e5 білий кінь · h5 біла тура · d4 білий слон · a3 чорний кінь · c3 чорний пішак · e3 білий пішак · h3 білий слон · a2 чорний слон · d1 біла тура · f1 білий ферзь | a7 чорна тура · c7 чорний пішак · f7 чорний пішак · g7 білий король · b6 білий пішак · d6 білий кінь · e6 чорний пішак · d5 чорний король · e5 білий кінь · h5 біла тура · d4 білий слон · a3 чорний кінь · c3 чорний пішак · e3 білий пішак · h3 білий слон · a2 чорний слон · d1 біла тура · f1 білий ферзь | a7 чорна тура · c7 чорний пішак · f7 чорний пішак · g7 білий король · b6 білий пішак · d6 білий кінь · e6 чорний пішак · d5 чорний король · e5 білий кінь · h5 біла тура · d4 білий слон · a3 чорний кінь · c3 чорний пішак · e3 білий пішак · h3 білий слон · a2 чорний слон · d1 біла тура · f1 білий ферзь | 8 |
| 7 | a7 чорна тура · c7 чорний пішак · f7 чорний пішак · g7 білий король · b6 білий пішак · d6 білий кінь · e6 чорний пішак · d5 чорний король · e5 білий кінь · h5 біла тура · d4 білий слон · a3 чорний кінь · c3 чорний пішак · e3 білий пішак · h3 білий слон · a2 чорний слон · d1 біла тура · f1 білий ферзь | a7 чорна тура · c7 чорний пішак · f7 чорний пішак · g7 білий король · b6 білий пішак · d6 білий кінь · e6 чорний пішак · d5 чорний король · e5 білий кінь · h5 біла тура · d4 білий слон · a3 чорний кінь · c3 чорний пішак · e3 білий пішак · h3 білий слон · a2 чорний слон · d1 біла тура · f1 білий ферзь | a7 чорна тура · c7 чорний пішак · f7 чорний пішак · g7 білий король · b6 білий пішак · d6 білий кінь · e6 чорний пішак · d5 чорний король · e5 білий кінь · h5 біла тура · d4 білий слон · a3 чорний кінь · c3 чорний пішак · e3 білий пішак · h3 білий слон · a2 чорний слон · d1 біла тура · f1 білий ферзь | a7 чорна тура · c7 чорний пішак · f7 чорний пішак · g7 білий король · b6 білий пішак · d6 білий кінь · e6 чорний пішак · d5 чорний король · e5 білий кінь · h5 біла тура · d4 білий слон · a3 чорний кінь · c3 чорний пішак · e3 білий пішак · h3 білий слон · a2 чорний слон · d1 біла тура · f1 білий ферзь | a7 чорна тура · c7 чорний пішак · f7 чорний пішак · g7 білий король · b6 білий пішак · d6 білий кінь · e6 чорний пішак · d5 чорний король · e5 білий кінь · h5 біла тура · d4 білий слон · a3 чорний кінь · c3 чорний пішак · e3 білий пішак · h3 білий слон · a2 чорний слон · d1 біла тура · f1 білий ферзь | a7 чорна тура · c7 чорний пішак · f7 чорний пішак · g7 білий король · b6 білий пішак · d6 білий кінь · e6 чорний пішак · d5 чорний король · e5 білий кінь · h5 біла тура · d4 білий слон · a3 чорний кінь · c3 чорний пішак · e3 білий пішак · h3 білий слон · a2 чорний слон · d1 біла тура · f1 білий ферзь | a7 чорна тура · c7 чорний пішак · f7 чорний пішак · g7 білий король · b6 білий пішак · d6 білий кінь · e6 чорний пішак · d5 чорний король · e5 білий кінь · h5 біла тура · d4 білий слон · a3 чорний кінь · c3 чорний пішак · e3 білий пішак · h3 білий слон · a2 чорний слон · d1 біла тура · f1 білий ферзь | a7 чорна тура · c7 чорний пішак · f7 чорний пішак · g7 білий король · b6 білий пішак · d6 білий кінь · e6 чорний пішак · d5 чорний король · e5 білий кінь · h5 біла тура · d4 білий слон · a3 чорний кінь · c3 чорний пішак · e3 білий пішак · h3 білий слон · a2 чорний слон · d1 біла тура · f1 білий ферзь | 7 |
| 6 | a7 чорна тура · c7 чорний пішак · f7 чорний пішак · g7 білий король · b6 білий пішак · d6 білий кінь · e6 чорний пішак · d5 чорний король · e5 білий кінь · h5 біла тура · d4 білий слон · a3 чорний кінь · c3 чорний пішак · e3 білий пішак · h3 білий слон · a2 чорний слон · d1 біла тура · f1 білий ферзь | a7 чорна тура · c7 чорний пішак · f7 чорний пішак · g7 білий король · b6 білий пішак · d6 білий кінь · e6 чорний пішак · d5 чорний король · e5 білий кінь · h5 біла тура · d4 білий слон · a3 чорний кінь · c3 чорний пішак · e3 білий пішак · h3 білий слон · a2 чорний слон · d1 біла тура · f1 білий ферзь | a7 чорна тура · c7 чорний пішак · f7 чорний пішак · g7 білий король · b6 білий пішак · d6 білий кінь · e6 чорний пішак · d5 чорний король · e5 білий кінь · h5 біла тура · d4 білий слон · a3 чорний кінь · c3 чорний пішак · e3 білий пішак · h3 білий слон · a2 чорний слон · d1 біла тура · f1 білий ферзь | a7 чорна тура · c7 чорний пішак · f7 чорний пішак · g7 білий король · b6 білий пішак · d6 білий кінь · e6 чорний пішак · d5 чорний король · e5 білий кінь · h5 біла тура · d4 білий слон · a3 чорний кінь · c3 чорний пішак · e3 білий пішак · h3 білий слон · a2 чорний слон · d1 біла тура · f1 білий ферзь | a7 чорна тура · c7 чорний пішак · f7 чорний пішак · g7 білий король · b6 білий пішак · d6 білий кінь · e6 чорний пішак · d5 чорний король · e5 білий кінь · h5 біла тура · d4 білий слон · a3 чорний кінь · c3 чорний пішак · e3 білий пішак · h3 білий слон · a2 чорний слон · d1 біла тура · f1 білий ферзь | a7 чорна тура · c7 чорний пішак · f7 чорний пішак · g7 білий король · b6 білий пішак · d6 білий кінь · e6 чорний пішак · d5 чорний король · e5 білий кінь · h5 біла тура · d4 білий слон · a3 чорний кінь · c3 чорний пішак · e3 білий пішак · h3 білий слон · a2 чорний слон · d1 біла тура · f1 білий ферзь | a7 чорна тура · c7 чорний пішак · f7 чорний пішак · g7 білий король · b6 білий пішак · d6 білий кінь · e6 чорний пішак · d5 чорний король · e5 білий кінь · h5 біла тура · d4 білий слон · a3 чорний кінь · c3 чорний пішак · e3 білий пішак · h3 білий слон · a2 чорний слон · d1 біла тура · f1 білий ферзь | a7 чорна тура · c7 чорний пішак · f7 чорний пішак · g7 білий король · b6 білий пішак · d6 білий кінь · e6 чорний пішак · d5 чорний король · e5 білий кінь · h5 біла тура · d4 білий слон · a3 чорний кінь · c3 чорний пішак · e3 білий пішак · h3 білий слон · a2 чорний слон · d1 біла тура · f1 білий ферзь | 6 |
| 5 | a7 чорна тура · c7 чорний пішак · f7 чорний пішак · g7 білий король · b6 білий пішак · d6 білий кінь · e6 чорний пішак · d5 чорний король · e5 білий кінь · h5 біла тура · d4 білий слон · a3 чорний кінь · c3 чорний пішак · e3 білий пішак · h3 білий слон · a2 чорний слон · d1 біла тура · f1 білий ферзь | a7 чорна тура · c7 чорний пішак · f7 чорний пішак · g7 білий король · b6 білий пішак · d6 білий кінь · e6 чорний пішак · d5 чорний король · e5 білий кінь · h5 біла тура · d4 білий слон · a3 чорний кінь · c3 чорний пішак · e3 білий пішак · h3 білий слон · a2 чорний слон · d1 біла тура · f1 білий ферзь | a7 чорна тура · c7 чорний пішак · f7 чорний пішак · g7 білий король · b6 білий пішак · d6 білий кінь · e6 чорний пішак · d5 чорний король · e5 білий кінь · h5 біла тура · d4 білий слон · a3 чорний кінь · c3 чорний пішак · e3 білий пішак · h3 білий слон · a2 чорний слон · d1 біла тура · f1 білий ферзь | a7 чорна тура · c7 чорний пішак · f7 чорний пішак · g7 білий король · b6 білий пішак · d6 білий кінь · e6 чорний пішак · d5 чорний король · e5 білий кінь · h5 біла тура · d4 білий слон · a3 чорний кінь · c3 чорний пішак · e3 білий пішак · h3 білий слон · a2 чорний слон · d1 біла тура · f1 білий ферзь | a7 чорна тура · c7 чорний пішак · f7 чорний пішак · g7 білий король · b6 білий пішак · d6 білий кінь · e6 чорний пішак · d5 чорний король · e5 білий кінь · h5 біла тура · d4 білий слон · a3 чорний кінь · c3 чорний пішак · e3 білий пішак · h3 білий слон · a2 чорний слон · d1 біла тура · f1 білий ферзь | a7 чорна тура · c7 чорний пішак · f7 чорний пішак · g7 білий король · b6 білий пішак · d6 білий кінь · e6 чорний пішак · d5 чорний король · e5 білий кінь · h5 біла тура · d4 білий слон · a3 чорний кінь · c3 чорний пішак · e3 білий пішак · h3 білий слон · a2 чорний слон · d1 біла тура · f1 білий ферзь | a7 чорна тура · c7 чорний пішак · f7 чорний пішак · g7 білий король · b6 білий пішак · d6 білий кінь · e6 чорний пішак · d5 чорний король · e5 білий кінь · h5 біла тура · d4 білий слон · a3 чорний кінь · c3 чорний пішак · e3 білий пішак · h3 білий слон · a2 чорний слон · d1 біла тура · f1 білий ферзь | a7 чорна тура · c7 чорний пішак · f7 чорний пішак · g7 білий король · b6 білий пішак · d6 білий кінь · e6 чорний пішак · d5 чорний король · e5 білий кінь · h5 біла тура · d4 білий слон · a3 чорний кінь · c3 чорний пішак · e3 білий пішак · h3 білий слон · a2 чорний слон · d1 біла тура · f1 білий ферзь | 5 |
| 4 | a7 чорна тура · c7 чорний пішак · f7 чорний пішак · g7 білий король · b6 білий пішак · d6 білий кінь · e6 чорний пішак · d5 чорний король · e5 білий кінь · h5 біла тура · d4 білий слон · a3 чорний кінь · c3 чорний пішак · e3 білий пішак · h3 білий слон · a2 чорний слон · d1 біла тура · f1 білий ферзь | a7 чорна тура · c7 чорний пішак · f7 чорний пішак · g7 білий король · b6 білий пішак · d6 білий кінь · e6 чорний пішак · d5 чорний король · e5 білий кінь · h5 біла тура · d4 білий слон · a3 чорний кінь · c3 чорний пішак · e3 білий пішак · h3 білий слон · a2 чорний слон · d1 біла тура · f1 білий ферзь | a7 чорна тура · c7 чорний пішак · f7 чорний пішак · g7 білий король · b6 білий пішак · d6 білий кінь · e6 чорний пішак · d5 чорний король · e5 білий кінь · h5 біла тура · d4 білий слон · a3 чорний кінь · c3 чорний пішак · e3 білий пішак · h3 білий слон · a2 чорний слон · d1 біла тура · f1 білий ферзь | a7 чорна тура · c7 чорний пішак · f7 чорний пішак · g7 білий король · b6 білий пішак · d6 білий кінь · e6 чорний пішак · d5 чорний король · e5 білий кінь · h5 біла тура · d4 білий слон · a3 чорний кінь · c3 чорний пішак · e3 білий пішак · h3 білий слон · a2 чорний слон · d1 біла тура · f1 білий ферзь | a7 чорна тура · c7 чорний пішак · f7 чорний пішак · g7 білий король · b6 білий пішак · d6 білий кінь · e6 чорний пішак · d5 чорний король · e5 білий кінь · h5 біла тура · d4 білий слон · a3 чорний кінь · c3 чорний пішак · e3 білий пішак · h3 білий слон · a2 чорний слон · d1 біла тура · f1 білий ферзь | a7 чорна тура · c7 чорний пішак · f7 чорний пішак · g7 білий король · b6 білий пішак · d6 білий кінь · e6 чорний пішак · d5 чорний король · e5 білий кінь · h5 біла тура · d4 білий слон · a3 чорний кінь · c3 чорний пішак · e3 білий пішак · h3 білий слон · a2 чорний слон · d1 біла тура · f1 білий ферзь | a7 чорна тура · c7 чорний пішак · f7 чорний пішак · g7 білий король · b6 білий пішак · d6 білий кінь · e6 чорний пішак · d5 чорний король · e5 білий кінь · h5 біла тура · d4 білий слон · a3 чорний кінь · c3 чорний пішак · e3 білий пішак · h3 білий слон · a2 чорний слон · d1 біла тура · f1 білий ферзь | a7 чорна тура · c7 чорний пішак · f7 чорний пішак · g7 білий король · b6 білий пішак · d6 білий кінь · e6 чорний пішак · d5 чорний король · e5 білий кінь · h5 біла тура · d4 білий слон · a3 чорний кінь · c3 чорний пішак · e3 білий пішак · h3 білий слон · a2 чорний слон · d1 біла тура · f1 білий ферзь | 4 |
| 3 | a7 чорна тура · c7 чорний пішак · f7 чорний пішак · g7 білий король · b6 білий пішак · d6 білий кінь · e6 чорний пішак · d5 чорний король · e5 білий кінь · h5 біла тура · d4 білий слон · a3 чорний кінь · c3 чорний пішак · e3 білий пішак · h3 білий слон · a2 чорний слон · d1 біла тура · f1 білий ферзь | a7 чорна тура · c7 чорний пішак · f7 чорний пішак · g7 білий король · b6 білий пішак · d6 білий кінь · e6 чорний пішак · d5 чорний король · e5 білий кінь · h5 біла тура · d4 білий слон · a3 чорний кінь · c3 чорний пішак · e3 білий пішак · h3 білий слон · a2 чорний слон · d1 біла тура · f1 білий ферзь | a7 чорна тура · c7 чорний пішак · f7 чорний пішак · g7 білий король · b6 білий пішак · d6 білий кінь · e6 чорний пішак · d5 чорний король · e5 білий кінь · h5 біла тура · d4 білий слон · a3 чорний кінь · c3 чорний пішак · e3 білий пішак · h3 білий слон · a2 чорний слон · d1 біла тура · f1 білий ферзь | a7 чорна тура · c7 чорний пішак · f7 чорний пішак · g7 білий король · b6 білий пішак · d6 білий кінь · e6 чорний пішак · d5 чорний король · e5 білий кінь · h5 біла тура · d4 білий слон · a3 чорний кінь · c3 чорний пішак · e3 білий пішак · h3 білий слон · a2 чорний слон · d1 біла тура · f1 білий ферзь | a7 чорна тура · c7 чорний пішак · f7 чорний пішак · g7 білий король · b6 білий пішак · d6 білий кінь · e6 чорний пішак · d5 чорний король · e5 білий кінь · h5 біла тура · d4 білий слон · a3 чорний кінь · c3 чорний пішак · e3 білий пішак · h3 білий слон · a2 чорний слон · d1 біла тура · f1 білий ферзь | a7 чорна тура · c7 чорний пішак · f7 чорний пішак · g7 білий король · b6 білий пішак · d6 білий кінь · e6 чорний пішак · d5 чорний король · e5 білий кінь · h5 біла тура · d4 білий слон · a3 чорний кінь · c3 чорний пішак · e3 білий пішак · h3 білий слон · a2 чорний слон · d1 біла тура · f1 білий ферзь | a7 чорна тура · c7 чорний пішак · f7 чорний пішак · g7 білий король · b6 білий пішак · d6 білий кінь · e6 чорний пішак · d5 чорний король · e5 білий кінь · h5 біла тура · d4 білий слон · a3 чорний кінь · c3 чорний пішак · e3 білий пішак · h3 білий слон · a2 чорний слон · d1 біла тура · f1 білий ферзь | a7 чорна тура · c7 чорний пішак · f7 чорний пішак · g7 білий король · b6 білий пішак · d6 білий кінь · e6 чорний пішак · d5 чорний король · e5 білий кінь · h5 біла тура · d4 білий слон · a3 чорний кінь · c3 чорний пішак · e3 білий пішак · h3 білий слон · a2 чорний слон · d1 біла тура · f1 білий ферзь | 3 |
| 2 | a7 чорна тура · c7 чорний пішак · f7 чорний пішак · g7 білий король · b6 білий пішак · d6 білий кінь · e6 чорний пішак · d5 чорний король · e5 білий кінь · h5 біла тура · d4 білий слон · a3 чорний кінь · c3 чорний пішак · e3 білий пішак · h3 білий слон · a2 чорний слон · d1 біла тура · f1 білий ферзь | a7 чорна тура · c7 чорний пішак · f7 чорний пішак · g7 білий король · b6 білий пішак · d6 білий кінь · e6 чорний пішак · d5 чорний король · e5 білий кінь · h5 біла тура · d4 білий слон · a3 чорний кінь · c3 чорний пішак · e3 білий пішак · h3 білий слон · a2 чорний слон · d1 біла тура · f1 білий ферзь | a7 чорна тура · c7 чорний пішак · f7 чорний пішак · g7 білий король · b6 білий пішак · d6 білий кінь · e6 чорний пішак · d5 чорний король · e5 білий кінь · h5 біла тура · d4 білий слон · a3 чорний кінь · c3 чорний пішак · e3 білий пішак · h3 білий слон · a2 чорний слон · d1 біла тура · f1 білий ферзь | a7 чорна тура · c7 чорний пішак · f7 чорний пішак · g7 білий король · b6 білий пішак · d6 білий кінь · e6 чорний пішак · d5 чорний король · e5 білий кінь · h5 біла тура · d4 білий слон · a3 чорний кінь · c3 чорний пішак · e3 білий пішак · h3 білий слон · a2 чорний слон · d1 біла тура · f1 білий ферзь | a7 чорна тура · c7 чорний пішак · f7 чорний пішак · g7 білий король · b6 білий пішак · d6 білий кінь · e6 чорний пішак · d5 чорний король · e5 білий кінь · h5 біла тура · d4 білий слон · a3 чорний кінь · c3 чорний пішак · e3 білий пішак · h3 білий слон · a2 чорний слон · d1 біла тура · f1 білий ферзь | a7 чорна тура · c7 чорний пішак · f7 чорний пішак · g7 білий король · b6 білий пішак · d6 білий кінь · e6 чорний пішак · d5 чорний король · e5 білий кінь · h5 біла тура · d4 білий слон · a3 чорний кінь · c3 чорний пішак · e3 білий пішак · h3 білий слон · a2 чорний слон · d1 біла тура · f1 білий ферзь | a7 чорна тура · c7 чорний пішак · f7 чорний пішак · g7 білий король · b6 білий пішак · d6 білий кінь · e6 чорний пішак · d5 чорний король · e5 білий кінь · h5 біла тура · d4 білий слон · a3 чорний кінь · c3 чорний пішак · e3 білий пішак · h3 білий слон · a2 чорний слон · d1 біла тура · f1 білий ферзь | a7 чорна тура · c7 чорний пішак · f7 чорний пішак · g7 білий король · b6 білий пішак · d6 білий кінь · e6 чорний пішак · d5 чорний король · e5 білий кінь · h5 біла тура · d4 білий слон · a3 чорний кінь · c3 чорний пішак · e3 білий пішак · h3 білий слон · a2 чорний слон · d1 біла тура · f1 білий ферзь | 2 |
| 1 | a7 чорна тура · c7 чорний пішак · f7 чорний пішак · g7 білий король · b6 білий пішак · d6 білий кінь · e6 чорний пішак · d5 чорний король · e5 білий кінь · h5 біла тура · d4 білий слон · a3 чорний кінь · c3 чорний пішак · e3 білий пішак · h3 білий слон · a2 чорний слон · d1 біла тура · f1 білий ферзь | a7 чорна тура · c7 чорний пішак · f7 чорний пішак · g7 білий король · b6 білий пішак · d6 білий кінь · e6 чорний пішак · d5 чорний король · e5 білий кінь · h5 біла тура · d4 білий слон · a3 чорний кінь · c3 чорний пішак · e3 білий пішак · h3 білий слон · a2 чорний слон · d1 біла тура · f1 білий ферзь | a7 чорна тура · c7 чорний пішак · f7 чорний пішак · g7 білий король · b6 білий пішак · d6 білий кінь · e6 чорний пішак · d5 чорний король · e5 білий кінь · h5 біла тура · d4 білий слон · a3 чорний кінь · c3 чорний пішак · e3 білий пішак · h3 білий слон · a2 чорний слон · d1 біла тура · f1 білий ферзь | a7 чорна тура · c7 чорний пішак · f7 чорний пішак · g7 білий король · b6 білий пішак · d6 білий кінь · e6 чорний пішак · d5 чорний король · e5 білий кінь · h5 біла тура · d4 білий слон · a3 чорний кінь · c3 чорний пішак · e3 білий пішак · h3 білий слон · a2 чорний слон · d1 біла тура · f1 білий ферзь | a7 чорна тура · c7 чорний пішак · f7 чорний пішак · g7 білий король · b6 білий пішак · d6 білий кінь · e6 чорний пішак · d5 чорний король · e5 білий кінь · h5 біла тура · d4 білий слон · a3 чорний кінь · c3 чорний пішак · e3 білий пішак · h3 білий слон · a2 чорний слон · d1 біла тура · f1 білий ферзь | a7 чорна тура · c7 чорний пішак · f7 чорний пішак · g7 білий король · b6 білий пішак · d6 білий кінь · e6 чорний пішак · d5 чорний король · e5 білий кінь · h5 біла тура · d4 білий слон · a3 чорний кінь · c3 чорний пішак · e3 білий пішак · h3 білий слон · a2 чорний слон · d1 біла тура · f1 білий ферзь | a7 чорна тура · c7 чорний пішак · f7 чорний пішак · g7 білий король · b6 білий пішак · d6 білий кінь · e6 чорний пішак · d5 чорний король · e5 білий кінь · h5 біла тура · d4 білий слон · a3 чорний кінь · c3 чорний пішак · e3 білий пішак · h3 білий слон · a2 чорний слон · d1 біла тура · f1 білий ферзь | a7 чорна тура · c7 чорний пішак · f7 чорний пішак · g7 білий король · b6 білий пішак · d6 білий кінь · e6 чорний пішак · d5 чорний король · e5 білий кінь · h5 біла тура · d4 білий слон · a3 чорний кінь · c3 чорний пішак · e3 білий пішак · h3 білий слон · a2 чорний слон · d1 біла тура · f1 білий ферзь | 1 |
|   | a | b | c | d | e | f | g | h |   |

1. D:f7! ~ 2. D:e6#
1. ... cb 2. L:b6#
1. ... c6 2. Sc4#
1. ... c5 2. L:c3#
1. ... cd 2. Lg2#